# الطريقة المغازية

## الطريقة المغازية الخلوتية

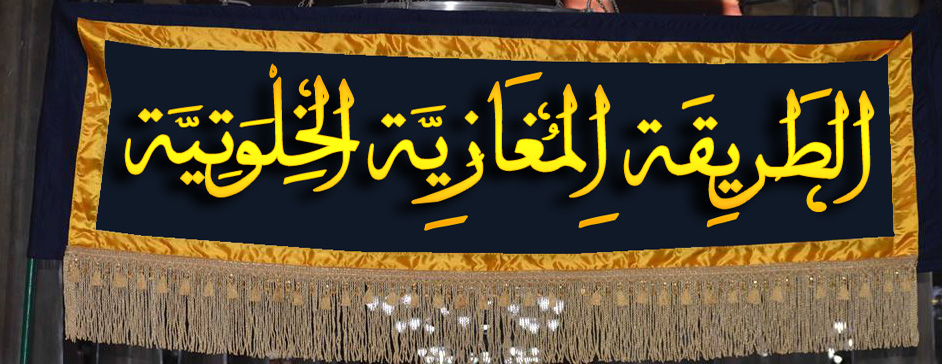
الطريقة المغازية الخلوتية

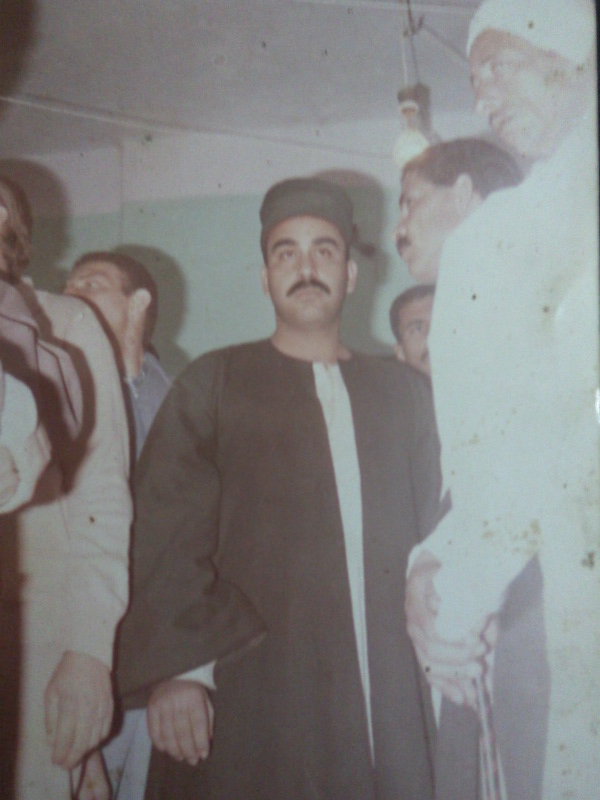

شيخها هو فضيلة الدكتور السيد على بن السيد نضال بن السيد محمد بن السيد محمد بن السيد على بن السيد محمد بن السيد عامر المغازى وتنسب الطريقة إلى القطب الحجازى سيدى محمد المغازى الكبير فقد اسس الطريقة المغازية الصوفية سنة 603 هجرية ،  1207 ميلادية وقد انتقل مولانا الامام فى شهر صفر سنة 694 هجرية ، 1294 ميلادية في كفر الشيخ مصر، وكان واحدا من كبار علماء عصره، وقد لقب بمدرس العلوم وفاتح بلاد الروم وهي طريقة صوفية شأنها شأن جميع الطرق الصوفية من تربية المريدين والأتباع والمحبين وتوصيلهم بالجناب العالي لله وحده بالحب والعبادة الصادقة المخلصة في جميع صلات العبد بربه من أداء فروض الإسلام الخمسة والآداب والأخلاق والمعاملة الطيبة والمجاهدة وتزكية النفس وقراءة الأوراد والأذكار والأدعية والأحزاب الخاصة بأسرار الطريقة والزُهد والصفاء والرحمة والمودة والورع والتقوى .

## مؤسس الطريقة

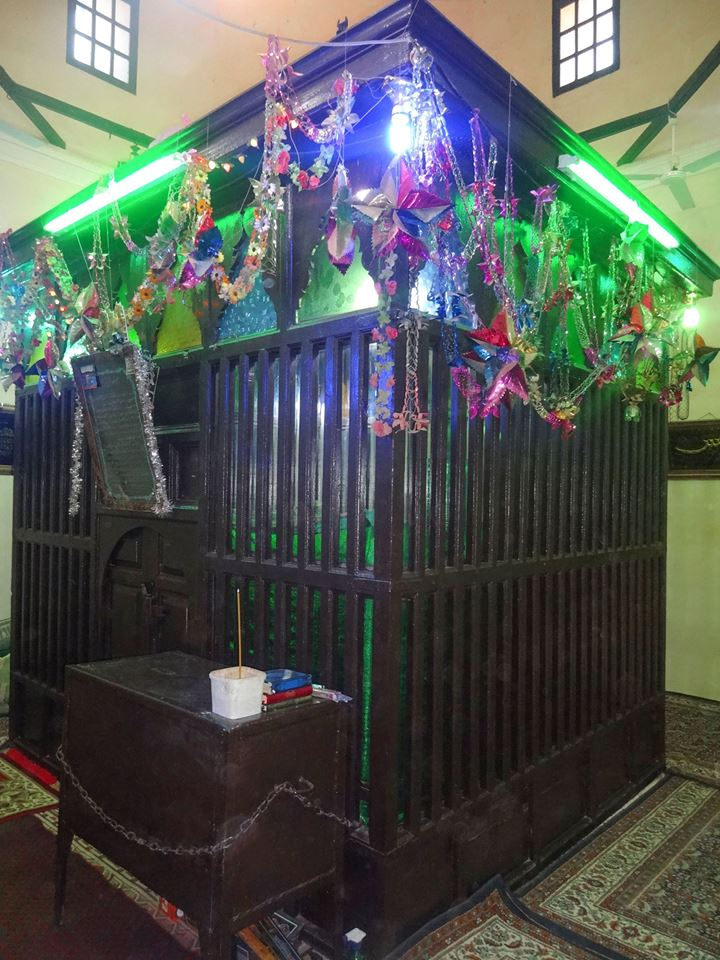
الامام محمد المغازي

تنسب الطريقة المغازية الخلوتية الحسينية الهاشمية إلى الأوحد والأمجد والفخر الأحمد فرع الشجرة الذكية ونخبة سلالة طراز الحلة الهاشمية العارف الأريب والقطب الشهير والعلم المنير صاحب الكرامات الظاهرة والنفحات الباهرة قدوة السالكين ومربي المريدين فريد دهره ووحيد عصره تاج الأتقياء وسراج الأولياء نسل السلف الصالح وعمدة الخلف الناجح القطب الغوث الليث الهمام والفارس الأسد الضرغام مدرس العلوم والفتوح وفاتح بلاد الروم المجاهد في سبيل الله بالسيف والنفس مولانا الإمام الأكبر السيد محمد المغازي الحسيني الهاشمي رضي الله عنه وأرضانا به وقُدس سره ونفعنا به دنيا وآخرة. آمين.

## نسبه الشريف
فهو السيد الإمام محمد المغازي بن السيد حسن بن السيد أحمد بن السيد إبراهيم بن السيد محمد بن السيد أبي بكر بن السيد إسماعيل بن السيد عمر بن السيد علي بن السيد عثمان بن السيد حسن الأنور بن السيد محمد بن السيد موسى الأشهب بن السيد يحيى بن السيد عيسى بن السيد علي التقى الإمام محمد بن الإمام حسن بن الإمام علي الهادي بن الإمام محمد الجواد بن الإمام علي الرضا بن الإمام موسى الكاظم بن الإمام جعفر الصادق بن الإمام محمد الباقر بن الإمام علي زين العابدين بن الإمام أبي عبد الله الحسين أخ الإمام أبي محمد الحسن ابنا الإمام الكرار علي بن أبي طالب والسيدة المطهرة المشرفة المكرمة الزهراء البتول الحوراء فاطمة أم أبيها بنت سيدنا ومولانا محمد رسول الله صل ِ اللهم عليه وآله وسلـم.  

## لقبت بالسجادة لامرين
أولهما: تنسب لجدنا الأكبر الإمام علي زين العابدين المُلقب بالسجَّاد.
وثانيهما: أنها تُرشد أبناءها ومُريديها على كثرة السجود والتبتُّل لله.
وهي طريقة خلوتية أي مشربها خلوتي فهي تُبنى على الخلوة والعزلة والمجاهدة في الخلوة وآدابها وشروطها وفتحها.
وهي طريقة مشرفة بالنسب النبوي المحمدي الهاشمي حيثأن مؤسسها ومشايخها من ذرية أهل البيت من نسل الإمام أبي عبد الله الحسين حفيد سيدنا ومولانا محمد رسول الله صل ِّ اللهم عليه وآله وسلـ ِّم، فإن مؤسسها هو مولانا الإمام الأكبر السيد محمد المغازي الحسيني الهاشمي رضي الله عنه وأرضانا به وقُدس سره.
فهي طريقة صوفية خلوتية هاشمية النسب.

## الإمام المحدث سيدى محمد عامر المغازي
فيقول سيدي محمد عامر المغازي الحسيني الهاشمي شيخ عموم الطريقة المغازية الخلوتية الحسينية الهاشمية الراحل رضي الله عنه وأرضاه ورضي عنَّا بهم وقُدس سره الشريف: لتلقى الطريقة عنا خاصة – ولغيرهم من المسلمين عامة – فأنا وإن كنت تلقيت الطريق عن مشايخي المذكورين في التوسل لكن في الواقعة بزاوتنا ببركة المحار بإقليم البحيرة بحضرة أستاذي الكامل والإمام الواصل جدنا سيدي محمد المغازي حضر هناك جمع غفير من رجال الله وفيهم جدنا الأعلى مولانا الإمام سيدي محمد المغازي الحال ضريحه الشريف بزاويته بالغربية بوادي السباخ، فأخبرني أنه يريد أن يكتب ورقتين يكشف لي فيهما عن حال أصحابي الذين تلقوا عني الطريق ويُبيّن لي من وافاني منهم في عهده في ورقة لأبغي صحبته وفي الأخرى من لم يوفّ فأترك صحبته، فحصل لي كرب عظيم وبكاء شديد وندم وقلت له أني طول عمري أبايع الناس على حبكم ومددكم وقصدي به كثرة سوادكم وأتباعكم يوم القيامة فعند ذلك بكى الإمام الأكبر جدنا الأعلى بكى بكاءً شديداً وتكفّل لي على كرم الله وفضله بنجاتهم جميعاً السابق منهم واللاحق، فلذلك سميت أهل طريقتي (أهل الطريقة المغازية)، وكان سيدي علي المعداوي أشار لي بذلك عند إذنه لي بتلقين الذكر للمريدين فقال لي كل من أخذ عنك الطريق فاحسبه على سيدي محمد المغازي وكان هذا قبل الواقعة المذكورة بزمن طويل، نفعنا الله بأسرارهم وابعثنا على حبهم.

## السادة المشايخ والمربين في الطريقة
فشيخها الاول مؤسس الطريقة ومربي مريديها هو مولانا الإمام الأكبر القطب الحجازى السيد محمد المغازي الحسيني الهاشمي رضي الله عنه وأرضانا به وقُدس سره ونفعنا به دنيا وآخرة.. آمين، ومن بعده أبنائه وأحفاده مجتمعين في سلسلة السادة المغازية الخلوتية إلى أن أقيم بمصر دار (المشيخة العامة للطرق الصوفية الإسلامية) فكان أول من سجل بها هو:
1.     سماحة السيد/ محمد عامر المغازي الحسيني، وخلفه من بعده
2.     سماحة السيد/ علي محمد عامر المغازي الحسيني، وخلفه من بعده
3.     سماحة السيد/ محمد علي محمد عامر المغازي الحسيني، وخلفه من بعده
4.     سماحة السيد/ محمد محمد علي محمد عامر المغازي الحسيني، وخلفه من بعده
5.     سماحة السيد/ نضال محمد محمد علي محمد عامر المغازي الحسيني، وخلفه من بعده
6.    الفقير إلى الله السيد الدكتور/ على نضال السيدمحمد محمد علي محمد عامر المغازي الحسيني الهاشمي، وفقه الله وسدد خطاه ونفعنا الله بأجدادنا.. آمين.

## وصلات خارجية
- موقع الطريقة المغازية الخلوتية